# Laurent Durand
Laurent Durand est un éditeur parisien, né vers 1712 ou 1713 et mort en 1763. Il fut établi rue Saint-Jacques à l'enseigne de Saint Landry & du griffon.
Il fut un des quatre éditeurs associés de l'Encyclopédie et le principal éditeur de Denis Diderot et de plusieurs ouvrages clandestins.

## Biographie
Reçu libraire le 23 juin 1738, Laurent Durand a épousé Elisabeth Carbonnier d’abord par contrat le 31 janvier 1739, puis à l’église Saint-Séverin le 3 février 1739 .
Laurent Durand est décédé le 12 mai 1763. L’âge qu’on lui donne au décès, 51 ans, permet de calculer l’année de sa naissance en 1712. Mais cette date est souvent approximative, et il est préférable de se reporter aux déclarations de l’intéressé quand il est vivant. Or, quand il est recruté par un libraire en 1730, il dit avoir 17 ans ; quand il entre en apprentissage en janvier 1738 chez l'imprimeur parisien Jacques Chardon, il déclare être âgé de 25 ans. Il est donc probable qu’il soit né en 1713 plutôt qu’en 1712.
Déclaré en faillite lors de son décès, son fonds fut vendu le 7 mai 1764.

## Ouvrages publiés
- 1739, Année ecclésiastique ou Instructions sur le propre du tems, tome septième, à Paris, rue Saint-Jacques, chez Jacques Lambert et Laurent Durand, à la Sagesse et Saint Landry, 660 p.
- 1741, M. l'abbé Lebeuf, L'état des sciences en France, depuis la mort du roy Robert, arrivée en 1031, jusqu'à celle de Philippe le Bel, arrivée en 1314, À Paris, rue S. Jacques, chez Lambert & Durand, à la Sagesse, & à Saint Landry
- 1744, Henry Baker, trad. de l'anglois par P. Demours, Essai sur l'histoire naturelle du polybe
- Louis-Jean le Thieullier, Consultations de médecine, t. III, Paris, 1745, XVI-480 p., in-12° (lire en ligne)[7].
- 1745, Denis Diderot, Essai sur le mérite et la vertu
- 1745, M. Lesser, avec des remarques de M. P. Lyonnet, Theologie des insectes, ou démonstration des perfections de Dieu dans tout ce qui concerne les insectes, tome premier, 384 p.
- 1746, Denis Diderot, Les Pensées philosophiques
- 1751-1763, Encyclopédie ou Dictionnaire raisonné des sciences, des arts et des métiers[8]
- 1754, Catalogue des livres imprimés, ou qui se trouvent en nombre chez Durand, rue du Foin, en entrant par la rue S. Jacques, la premiere porte cochère à droite, à S. Landry, 15 p.
- 1759, M. Demours, Table générale des matières contenues dans l'histoire & dans les mémoires de l'Académie générale des sciences, 1741-1750, tome VI, in-4°[9]